# Aphylla barbata
Aphylla barbata är en trollsländeart som beskrevs av Belle 1994. Aphylla barbata ingår i släktet Aphylla och familjen flodtrollsländor. IUCN kategoriserar arten globalt som otillräckligt studerad. Inga underarter finns listade i Catalogue of Life.